# Qisās
Qisās (arabisch قصاص, DMG qiṣāṣ) bezeichnet im islamischen Recht (Scharia) das Prinzip der Wiedervergeltung (Talion). Sie kann bei Tötung eines Menschen und bei nichttödlicher Verwundung angewendet werden. Qisas steht in engem Bezug zu den qawāʿid fiqhīya, in denen sich der Leitgedanke eines schützenswerten „Gemeinwohls“ (maṣlaḥa) niederschlägt.

## Geschichte
Zur Zeit Mohammeds war unter den Arabern die Blutrache weit verbreitet. Die islamische Wiedervergeltung leitet die Blutrache in bestimmte, geregelte Bahnen, im Sinne des alttestamentlichen Auge für Auge. Im Koran wird die genaue Wiedervergeltung als göttliche Anordnung vorausgesetzt:

„Ihr Gläubigen! Bei Totschlag ist euch die Wiedervergeltung (al-qiṣāṣ) vorgeschrieben: ein Freier für einen Freien, ein Sklave für einen Sklaven und ein weibliches Wesen für ein weibliches Wesen. Und wenn einem (der einen Totschlag begangen hat) von seiten seines Bruders (dem die Ausübung der Wiedervergeltung obliegt) etwas nachgelassen wird, soll die Beitreibung (des Blutgeldes durch den Rächer) auf rechtliche und (umgekehrt) die Bezahlung an ihn auf ordentliche Weise vollzogen werden. Das ist (gegenüber der früheren Handhabung der Blutrache) eine Erleichterung und Barmherzigkeit von seiten eures Herrn. Wenn nun aber einer, nachdem diese Regelung getroffen ist, eine Übertretung begeht (indem er sich an die frühere Sitte der Blutfehde hält), hat er (im Jenseits) eine schmerzhafte Strafe zu erwarten.“

In der Gemeindeordnung von Medina wurde festgelegt, dass es dem Gläubigen untersagt ist, einen Gläubigen wegen der Tötung eines Nichtgläubigen zu töten. Der Prophet Mohammed griff mehrfach persönlich in die Handhabung des Qisās ein. So bezahlte er das Sühnegeld (diya) für Heiden, die in einem Vertragsverhältnis zu ihm standen und von Muslimen ermordet wurden. Er erzwang auch zweimal die Annahme von Sühnegeld oder ließ Mörder bei erschwerenden Umständen hinrichten, ohne dem Bluträcher die Möglichkeit eines Sühnegelds zu gewähren.
Gemäß der Überlieferung von Ibn Ishaq tilgte Mohammed bei der Eroberung Mekkas jegliche Blutschuld.

## Gegenwart
Auch heute noch spielt das Prinzip der Wiedervergeltung in der islamischen Rechtsprechung eine große Rolle; so wurden im Rahmen einer strengeren Ahndung von Gewalt gegen Frauen (z. B. durch Säureattentate) in den letzten Jahrzehnten von islamischen Richtern wiederholt Wiedervergeltungsstrafen verhängt, meist jedoch nicht durchgeführt.